# Corredor de apuestas

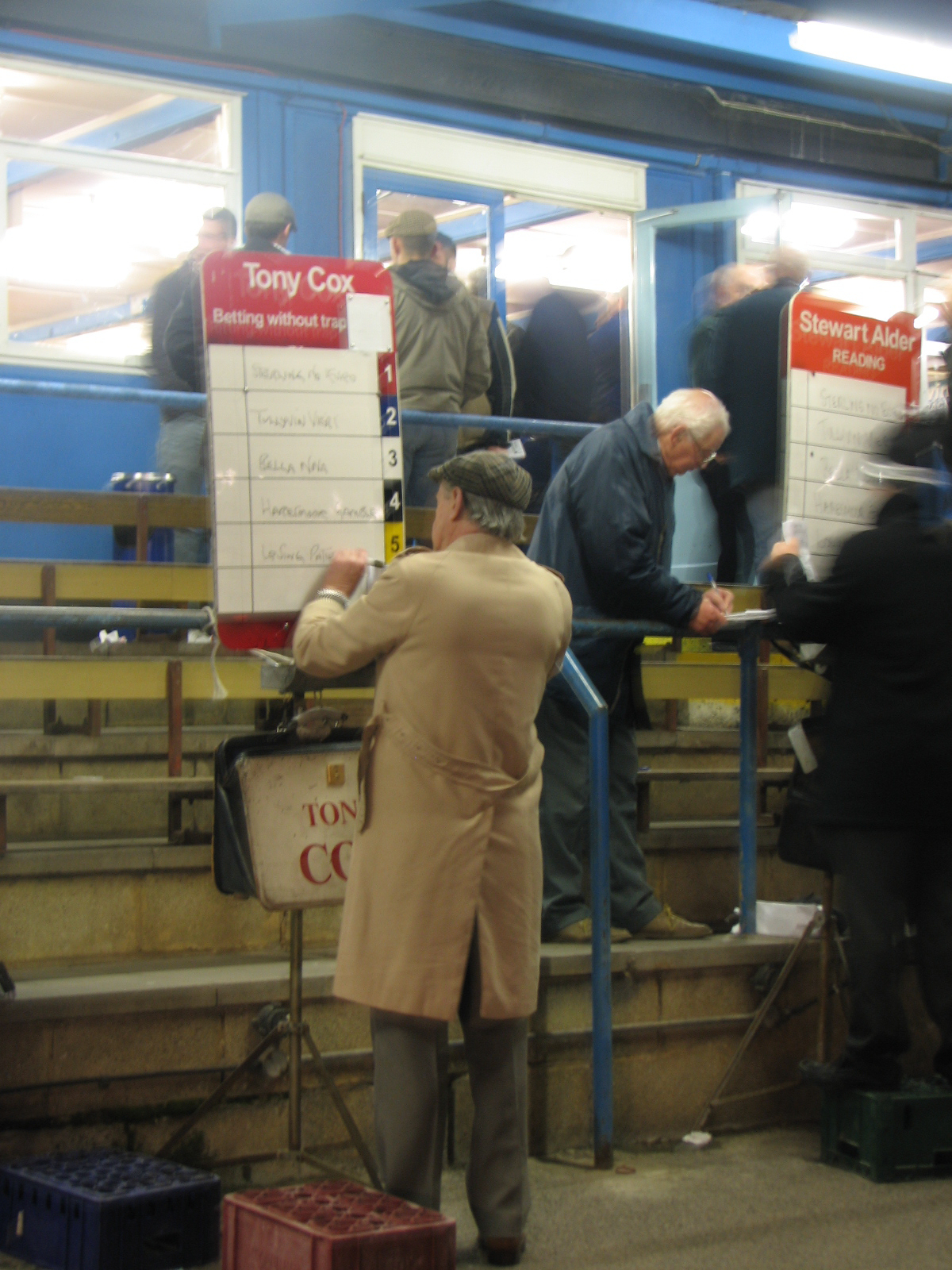
Bookmaker

Un corredor de apuestas o casa de apuestas es una persona o empresa que acepta apuestas en eventos y que desempeña el papel de intermediario entre jugadores que realizan apuestas. 

## Método de trabajo
El corredor de apuestas recibe el dinero apostado por los jugadores y efectúa los pagos a los ganadores, cobrando una comisión por su labor. Al ajustar las probabilidades a su favor, el corredor de apuestas tendrá como objetivo garantizarse un beneficio. 

## Eventos
La mayoría de las casas de apuestas en los Estados Unidos aceptan apuestas únicamente en deportes profesionales y universitarios; mientras que en Europa es común encontrar una gama más amplia de opciones de apuestas, que incluyen golf, fútbol, tenis, así como carreras de caballos y Fórmula 1. Además, también es posible apostar por el resultado de elecciones políticas, ceremonias de premiación o concursos de televisión. Un ejemplo de esto son las apuestas realizadas sobre las canciones favoritas en el Festival de la Canción de Eurovisión o los posibles ganadores en los Premios Oscar.

## Cuotas
El jugador apuesta su dinero a un evento sabiendo que, finalizado el mismo, dicho dinero se habrá multiplicado por una cuota o habrá perdido todo su valor.
Las cuotas las genera el corredor de apuestas sobre la base de sus estimaciones y expresan la cantidad a ganar por los jugadores en caso de acertar. Se representan mediante tres sistemas distintos:
1. Cuotas fraccionarias: Empleado originariamente por las casas inglesas, indica las ganancias netas como una fracción. Ejemplo: Madrid vence con cuota 1/2 ; Apostado 10 euros ; Ganado 10 x 1/2 = 5 euros ; Cobrado 10 x (1/2 + 1) = 15 euros
2. Cuotas decimales: Es el más común, indica el número de unidades monetarias a cobrar por cada unidad apostada por el jugador. Ejemplo: Barcelona vence con cuota 1,75 ; Apostado 10 euros ; Cobrado 10 x 1,75 = 17,5 euros ; Ganado 17,5 – 10 = 7,5 euros
3. Cuotas americanas: Poco intuitivo, emplea cuotas positivas o negativas. Las cuotas positivas (por ejemplo, +250) indican las ganancias netas para una apuesta de 100 unidades. Las cuotas negativas (por ejemplo, -250) indican la cantidad a apostar para que resulte una ganancia neta de 100 unidades.

## Legalidad
Dependiendo del país, las apuestas pueden ser legales o ilegales y aun siendo ilegales puede haber zonas dentro del país donde estén reguladas. Las casas de apuestas son ilegales en Estados Unidos, con la excepción de Nevada. En algunos países, como Singapur, Suecia, Canadá y Hong Kong, la casa de apuestas legal es sólo propiedad del estado.[cita requerida]

### México
En el caso de México, los establecimientos de  apuestas y juegos de azar están regulados por la Secretaría de Gobernación (SEGOB). Las primeras regulaciones fueron publicadas en el Diario Oficial de la Federación el 31 de diciembre de 1947 luego de que Miguel Alemán, presidente de México, promulgara la Ley Federal de Juegos y Sorteos. La última reforma fue publicada el 23 de octubre de 2013. Aunque la línea de la legalidad de sitios de apuestas online es muy difusa, las plataformas de juegos de azar y casinos en México son totalmente legales.

### Europa
En el Peñón de Gibraltar están afincadas la mayoría de las casas de apuestas por Internet en Europa. Allí están radicados portales que se frecuentan desde España, Alemania y Francia, e incluso desde países comunitarios donde está regulado este mercado, como Reino Unido, Austria y Malta. Desde el Departamento de Comercio del Gobierno de Gibraltar ofrecen a los inversores cuotas mínimas por licencias de juego, rebajas fiscales, asistencia tecnológica, fibra óptica y modernas telecomunicaciones.
Gibraltar, Malta, la Isla de Man y Alderney (pequeña isla dependiente de la Corona británica, a unas diez millas de Normandía) son los únicos lugares en Europa desde donde conceden licencias para explotar bingos y casinos en línea. En el Reino Unido, las casas de apuestas legales de confianza son miembros del IBAS, que es un estándar de la industria y sirve para resolver disputas.[cita requerida]

### Estados Unidos
La situación es más confusa en los Estados Unidos, donde se trata de restringir a los operadores de juegos de azar extranjeros el acceso por Internet a su mercado interno. Esto ha resultado en una sentencia en el 2005 contra el gobierno de los EE. UU. por la Organización Mundial de Comercio. Pero en 2007 la Comisión Europea selló un acuerdo con Estados Unidos en virtud del cual dichas compañías no podrán competir en el mercado estadounidense, tal y como marca la legislación del país americano.
Según la Ley Federal de los Estados Unidos, apostar es legal y cada estado es libre de regular o prohibir esta práctica. Las casas de apuestas son legales en Nevada desde 1931, que se convirtió en parte de la espina dorsal de la economía y transformó a Las Vegas en la capital mundial del juego. En 1976, se legalizaron las apuestas en Atlantic City (Nueva Jersey) y en 1990 en Tunica (Misisipi).[cita requerida]
Debido a una sentencia favorable de la Corte Suprema dictada en 1987, muchos nativos americanos han construido sus propios casinos y casas de apuestas en sus tierras. Puesto que las tribus son consideradas como naciones soberanas, suelen verse libres de las leyes estatales de juego, quedando sólo reguladas por la Ley Federal.[cita requerida]

## Apuestas en Internet
Con la llegada de Internet muchos corredores de apuestas colocaron una página en línea, donde se pueden ver eventos deportivos y apostar en vivo. Las apuestas también se toman a través de teléfono, mensajes de texto y aplicaciones móviles. Los principales sitios sólo aceptan clientes de los países donde las apuestas por Internet no está prohibidas, y de personas mayores de edad. 
Según las organizaciones de ayuda y asesoramiento para adictos al juego GamCare y Gamblers Anonymous del Reino Unido, el aumento de las casa de apuestas por Internet está siendo vinculada a un aumento en la adicción a los juegos de azar.[cita requerida]
La mayoría de los deportes por televisión en el Reino Unido y Europa están patrocinados, total o parcialmente, por casas de apuestas de Internet; existen varias casas de apuestas y casinos en línea que se muestran en las camisetas de los jugadores o en las vallas publicitarias, hecho que también ha generado controversia.
Desde junio de 2012, una nueva Ley del Juego rige en España. Desde entonces, todas las páginas que ofrezcan juego en línea deberán tributar en el estado español y ser operadores registrados. Esta Norma tiene rango de Ley y desde julio de 2012 sólo se puede jugar en páginas con dominio .es. Esta ley aplica a los operadores de juego en línea, pero también a jugadores, apostadores ocasionales y afiliados.
En Estados Unidos, la Corte Suprema anuló la prohibición federal de los juegos de azar en línea en 2018. Sin embargo, pese a que los juegos de azar en línea y los casinos en línea son legales, cada estado tiene sus propias reglas. En Pensilvania y Nueva Jersey, las casas de apuestas que cuentan con licencia son DraftKings, FanDuel y Pointsbet. Mississippi, Delaware, Nevada y  están en camino a la legalización, pero Mississippi y Virginia Occidental ya han aprobado leyes para iniciar su implementación. Por otro lado, la mayoría de los analistas predicen que la tendencia hacia la legalización de los juegos de azar en línea continuará en más y más estados de EE. UU. No obstante, críticos han realizado cuestionamientos al impacto que las alianzas entre las grandes empresas de juegos azar y los clubes deportivos han impulsado para la implementación de cambios en las leyes estatales.

## Críticas
El juego ha sido comparado con el alcohol y el tabaco por los niveles de adicción que genera y el peligro que supone para la salud mental. Más aún, la ludopatía está incluida en el DSM-5, uno de los principales manuales de psicología y psiquiatría del mundo.

### En España
En la última década ha proliferado notablemente el número de casas de apuestas en España, especialmente en barrios obreros y cerca de colegios e institutos. Además, muchas salas de apuestas ofrecen bebida gratis y permiten fumar en el interior. Se ha señalado que esto trata de ser un atractivo para los jóvenes en condiciones precarias, que verían en las apuestas la falsa esperanza de obtener dinero fácil. Sin embargo, el resultado final sería un mayor empobrecimiento de los pobres.
En cambio, la proliferación de casas de apuestas y de locales de juego online en barrios obreros no ha tenido su contraparte en los barrios con rentas más elevadas, donde menos establecimientos de este tipo se han instalado. Esto ha llegado a ser considerado un "problema de salud pública", ante los crecientes problemas de adicción que están contribuyendo a arruinar a las familias.
El perfil medio de los usuarios de casas de apuestas señala a un varón de entre 18 y 43 años con un bajo nivel de renta y de estudios. La muerte de un familiar, el cambio de domicilio o los problemas económicos son algunos de los principales detonantes que llevan al juego patológico.
Además, pese a que los menores de edad no tienen permitido el acceso a este tipo de lugares, en muchos casos se les permite el acceso, además de hacer caso omiso a la prohibición de dar dinero a los ludópatas. Además, la falta de control sobre las páginas webs de apuestas permiten que muchos menores acaben enganchados al juego en línea, priorizando las ganancias de las empresas.

### Abusos de la publicidad
En los últimos años, se ha incrementado de manera notable la publicidad de casas de apuestas tanto en internet como en radio y televisión, sobre todo durante la retransmisión de eventos deportivos.
Por otra parte, se ha señalado que la publicidad de las casas de apuestas contribuye a que la gente comience a participar en las apuestas. Ante esto, son dos los colectivos más vulnerables: aquellas personas que ya han tenido problemas con el juego anteriormente y, por otro lado, los jóvenes. Además, entre las personas con problemas previos de ludopatía se percibe la publicidad como algo que va contra sus esfuerzos por dejar el juego.
Por otra parte, la publicidad tiene entre los jóvenes a uno de sus objetivos principales, ya que les estimula a experimentar con las apuestas bajo la falsa impresión de que pueden ganar dinero de manera rápida y sencilla.
Además, en la mayoría de casos, la publicidad de las casas de apuestas se basa en estrategias agresivas y en la aparición de rostros conocidos por el público, sobre todo futbolistas y otros personajes mediáticos. Esto tendría como fin la normalización de las apuestas y el juego.

#### Publicidad engañosa
Se ha mencionado que en muchos casos la publicidad de las casas de apuestas resulta ser engañosa. Dicha publicidad ofrece la promesa de regalar dinero con la primera apuesta, situación que deriva en actitudes impulsivas y en casos de adicción.
Decreto Ley 958/2020
En el Real Decreto 958/2020 con fecha 3 de noviembre de 2020, se regula la publicidad de casas de apuestas en televisión e Internet con restricciones importantes en lo relativo a la publicidad en televisión a partir del 1 de mayo de 2021. También se prohíben los bonos de bienvenida y todo tipo de promoción dirigida a nuevos usuarios.